# Principio del min-max
Il principio del min-max è uno dei principali strumenti del calcolo delle variazioni per la ricerca di punti critici. sono molti i teoremi ad esso intimamente legati come ad esempio il teorema del passo montano.

## Teorema
Sia {\displaystyle E} uno spazio di Banach e sia {\displaystyle J:E\to \mathbb {R} } un funzionale di classe {\displaystyle C^{1}} che soddisfa la condizione di Palais-Smale (formulazione forte). Sia {\displaystyle {\mathcal {A}}} una collezione non vuota di sottoinsiemi non vuoti di {\displaystyle E}, con le seguenti proprietà: per ogni {\displaystyle c\in \mathbb {R} } e per {\displaystyle \epsilon >0}, sufficientemente piccolo, il flusso associato {\displaystyle \eta (t,u)} dato dal lemma della deformazione è tale che per ogni {\displaystyle A\in {\mathcal {A}}} si ha che {\displaystyle \eta (1,A)\in {\mathcal {A}}}. 
Posto {\displaystyle c^{*}=\inf _{A\in {\mathcal {A}}}\sup _{v\in A}J(v)}, se {\displaystyle c^{*}\in \mathbb {R} } allora {\displaystyle c^{*}} è un valore critico di {\displaystyle J}.

### Dimostrazione
Supponiamo per assurdo che {\displaystyle c^{*}} non è un valore critico. Si scelga {\displaystyle A\in {\mathcal {A}}} tale che {\displaystyle \sup _{v\in A}J(v)<c^{*}+\epsilon } per {\displaystyle \epsilon >0} sufficientemente piccolo. Allora, {\displaystyle A\subset \{J^{-1}((-\infty ,c^{*}+\epsilon ])\}}, quindi {\displaystyle \eta (1,A)\subset \{J^{-1}((-\infty ,c^{*}-\epsilon ])\}} e questo contraddice la definizione di {\displaystyle c^{*}} in quanto {\displaystyle \eta (1,A)\in {\mathcal {A}}}.